# Hawkins Island
Hawkins Island är en ö i Bermuda (Storbritannien).   Den ligger i parishen Warwick, i den sydvästra delen av landet, 4 km väster om huvudstaden Hamilton.
Terrängen på Hawkins Island är mycket platt. Öns högsta punkt är 25 meter över havet.